# توماس جانسون
توماس جانسون (Thomas Johnson) (زادهٔ ۴ نوامبر ۱۷۳۲ – درگذشتهٔ ۲۶ اکتبر ۱۸۱۹)، وکیل، سیاستمدار، وطن‌پرست قرن هجدهم آمریکا بود. او نمایندهٔ اولین کنگرهٔ قاره‌ای در ۱۷۷۴ بود، جاییکه انجمن قاره‌ای را امضاء کرد. او فرماندهٔ شبه‌نظامیان مریلند در ۱۷۷۶ بود و به عنوان اولین فرماندار (غیر استعماری) مریلند در ۱۷۷۷ انتخاب شد. جانسون در طی زندگی حرفه‌ای خود، دوستی شخصی و سیاسی با جورج واشینگتن داشت که در اوت ۱۷۹۱ او را به سمت قاضی دادگاه عالی منصوب کرد. وی برای مدت کوتاهی خدمت کرد و در ژانویه ۱۷۹۳ به دلیل مسائل سلامتی خود استعفا داد.

## زندگی پیش از انقلاب
توماس جانسون در ۴ نوامبر ۱۷۳۲ در شهرستان کالورت، مریلند، در خانوادهٔ توماس و دورکاس سدویک جانسون، متولد شد. پدربزرگ وی که او هم توماس نام داشت، وکیلی در لندن بود که پیش از سال ۱۷۰۰ به مریلند مهاجرت کرده بود. توماس جوان‌تر، چهارمین فرزند از ده فرزندی بود که بعضی از آن‌ها بعدها خانواده‌های بزرگی برای خودشان داشتند. (لوئیزا جانسون، دختر برادرش جاشوا، با جان کوئینسی آدامز ازدواج کرد).
توماس، خواهران و برادرانش در خانه درس خواندند. به عنوان یک جوان، او جذب قانون شد و آن را با یک شرکت تأسیس شده مطالعه کرد و در ۱۷۵۳ در کانون وکلای مریلند پذیرفته شد. در ۱۷۶۰، او کار خود را به شهرستان فردریک منتقل کرد و در ۱۷۶۱ برای اولین بار برای عضویت مجمع استانی مریلند انتخاب شد. در ۱۶ فوریه ۱۷۶۶، جانسون با آن جنینگز، دختر قاضی‌ای که زیر نظر او کارآموزی کرده بود، ازدواج کرد. آن‌ها هشت فرزند داشتند که یکی از آن‌ها در دوران نوزادی و دیگری در سن بلوغ، فوت کردند.

## سال‌های انقلاب
در ۱۷۷۴ و ۱۷۷۵، مجمع مریلند او را به عنوان یک نماینده به کنگرهٔ قاره‌ای فرستاد. در کنگره، جانسون با کسانی که طرفدار جدایی و استقلال از بریتانیا بودند، متحد شد. در نوامبر ۱۷۷۵، کنگره کمیته‌ای برای مکاتبات [مخفی] تشکیل داد که دنبال حمایت‌های خارجی برای جنگ بود. توماس جانسون به همراهی بنجامین فرانکلین و بنجامین هریسون پنجم، به کمیته معرفی شدند.
وقتی اعلامیه استقلال ایالات متحده امضاء شده بود، جانسون به مریلند بازگشت و به کار خود در مجلس استان ادامه داد. او در ۱۷۷۵ پیش نویس اعلامیهٔ حقوقی را که توسط مجمع مریلند تصویب شد و بعدها در اولین بخش از اولین قانون اساسی ایالت گنجانده شد، تهیه کرد که در ۱۷۷۶ توسط مجمع قانون اساسی استان در آناپولیس، برای مریلند به تصویب رسید. او همچنین با درجهٔ سرتیپی در میان شبه‌نظامیان مریلند خدمت کرد. توماس جانسون و برادرانش با ساخت مهمات و به احتمال با ساخت توپ، از انقلاب آمریکا حمایت کردند. کارخانهٔ سابق آن‌ها، کاتوکتین فرنیس، اکنون بخشی از یک پارک دولتی در نزدیکی کمپ دیوید، در شمال فردریک، مریلند است. در زمستان ۱۷۷۷، جانسون تدارکات را به قرارگاه ارتش قاره‌ای در دره فورج، تحویل داد.
پیش‌تر از آن در ۱۷۷۷، مجلس استانی، جانسون را به عنوان اولین فرماندار استان جدید انتخاب کرد. او تا ۱۷۷۹ در این سمت خدمت کرد. در دهه ۱۷۸۰ چندین مقام قضایی در مریلند داشت و علاوه بر آن در ۱۷۸۰، ۱۷۸۶ و ۱۷۸۷، در مجلس خدمت کرد. وی لایحه‌ای را از طریق مجمع مریلند برای ارائهٔ مأموران برای ملاقات با مأموران ویرجینیا به اجرا گذاشت تا «... چارچوب سخاوتمندانه و عادلانه‌ای را در مورد رودخانه [پوتوماک] تنظیم کنند که ممکن بود برای دو ایالت، سودمند باشد و گزارش آن را به مجمع عمومی، ارائه دهند». هرچند که جانسون مأمور نبود اما کنفرانس (جلسه‌ای از نمایندگان ویرجینیا و مریلند) موافقت کرد که حوزه قضایی و کشتی‌رانی را در مرز مشترک دو ایالت در رودخانه پوتوماک، تنظیم و حل و فصل کند. روند آن‌ها به عنوان جایگزین کنوانسیون قانون اساسی ۱۷۸۷ عمل کرد. جانسون در ۱۷۸۸ در مجمع مریلند شرکت کرد و با موفقیت، آنان را وادار کرد تا قانون اساسی ایالات متحده را تصویب کند.

## سال‌های فدرال
در سپتامبر ۱۷۸۹، رئیس‌جمهور جورج واشینگتن، جانسون را به عنوان اولین قاضی فدرال برای ناحیهٔ مریلند معرفی کرد، اما او این انتصاب را نپذیرفت. در ۱۷۹۰ و ۱۷۹۱، جانسون قاضی ارشد دادگاه عمومی مریلند بود. در ژانویه ۱۷۹۱، رئیس‌جمهور واشینگتن، جانسون را به همراه دیوید استوارت و دانیل کارول در کمیسیونی منصوب کرد که پایتخت فدرال را مطابق با قانون اقامت ۱۷۹۰ تعیین می‌کرد. در سپتامبر ۱۷۹۱، مأموران، شهر فدرال را «شهر واشینگتن» و منطقه فدرال را «سرزمین کلمبیا» نامیدند.
در ۵ اوت ۱۷۹۱، جانسون یک انتصاب تعطیلات (انتصابی است که توسط رئیس‌جمهور در زمانی که مجلس سنای ایالات متحده در تعطیلات است، انجام می‌شود) از رئیس‌جمهور واشینگتن، برای سمت قاضی دادگاه عالی ایالات متحده، برای صندلی خالی شدهٔ جان راتلج دریافت کرد و در ۱۹ سپتامبر ۱۷۹۱ سوگند (در ایالات متحده، قضات فدرال ملزم به ادای دو سوگند هستند)، یاد کرد. به‌طور رسمی در ۳۱ اکتبر ۱۷۹۱ برای این سمت نامزد شد و انتصاب او توسط سنای ایالات متحده در ۷ نوامبر ۱۷۹۱ تأیید شد. در ۱۷۹۲، جانسون نویسندهٔ اولین نظر کتبی دربارهٔ دادگاه جورجیا علیه بریلزفورد بود. او در دادگاه خدمت کرد تا اینکه در ۱۶ ژانویه ۱۷۹۳ به دلیل شرایط نامناسب سلامتیش، استعفا داد.
جانسون برای سال‌ها از شرایط نامناسب سلامتیش رنج می‌برد؛ همان‌طور که توماس جفرسون به او توصیه کرده بود، آن را در رد پیشنهاد رئیس‌جمهور، واشینگتن در ۱۷۹۵ برای نامزدیش در پُست وزیر امور خارجه، ذکر کرد. او موفق شد دوستش جورج واشینگتن را در یک مراسم یادبود تولد در ۲۲ فوریه ۱۸۰۰، ستایش کند. رئیس‌جمهور، جان آدامز در ۲۸ فوریه ۱۸۰۱، جانسون را به عنوان قاضی ارشد منطقه کلمبیا منصوب کرد؛ او برای این پُست تأیید شد، اما این انتصاب را نپذیرفت.

## اواخر عمر، وفات و میراث
دخترش آن، در ۱۷۸۸ با جان کالین گراهام ازدواج کرد. جانسون در سال‌های آخر عمرش، در خانهٔ آن‌ها که در فردریک، مریلند ساخته بودند، زندگی می‌کرد. این خانه که رز هیل مانور نام دارد، امروزه به یک پارک در شهرستان تبدیل شده و بازدید از آن برای عموم آزاد است. دبیرستان فرماندار توماس جانسون، در نیمی از رز هیل مانور قرار گرفته‌است. او در ۲۶ اکتبر ۱۸۱۹ در رز هیل فوت کرد. در ابتدا در حیاط کلیسای آل سنتس به خاک سپرده شد. بقایای جسد او برداشته شد و مجدد در قبرستان کوه الیوت در فردریک به خاک سپرده شد.
جانسون یکی از اولین سرمایه‌گذاران در شرکت ا لینوی-واباش بود که در ایلینویز، زمین‌های وسیعی را به‌طور مستقیم از چندین قبیله سرخ‌پوست، به دست آورده بودند. کمی پس از مرگ او در ۱۸۱۹، پسرش جاشوا جانسون و نوه‌اش توماس گراهام از ویلیام ام اینتاش در پرونده مهم دادگاه عالی به نام جانسون علیه ام اینتاش، شکایت کردند. این پرونده، یکی از مهم‌ترین تصمیمات مربوط به مالکیت در تاریخ آمریکا باقی مانده‌است و مشخص کرد که فقط دولت فدرال می‌تواند زمین‌های سرخ‌پوستان را به دست بیاورد، در نتیجه، نوادگان جانسون نتوانستند، مالکیت خوبی بر آن املاک داشته باشند.
سایر مدارسی که به نام توماس جانسون نام‌گذاری شده‌اند عبارت از: مدرسه راهنمایی فرماندار توماس جانسون در فردریکِ مریلند، مدرسه راهنمایی توماس جانسون در لانهامِ مریلند و مدرسه ابتدایی توماس جانسون در بالتیمورِ مریلند. در ۱۹۷۸ پل فرماندار توماس جانسون برای جلوگیری از ترافیک، باز شد. این پل از رودخانه پاتسنت عبور می‌کند و ارتباط کالورت را به شهرستان‌های سنت مری برقرار می‌کند. از آنجاییکه جانسون یک برده‌دار بود، نام‌گذاری مدارس به نام او، بحث‌برانگیز شد.